# Mariahilf-Kapelle (Eichstätt)

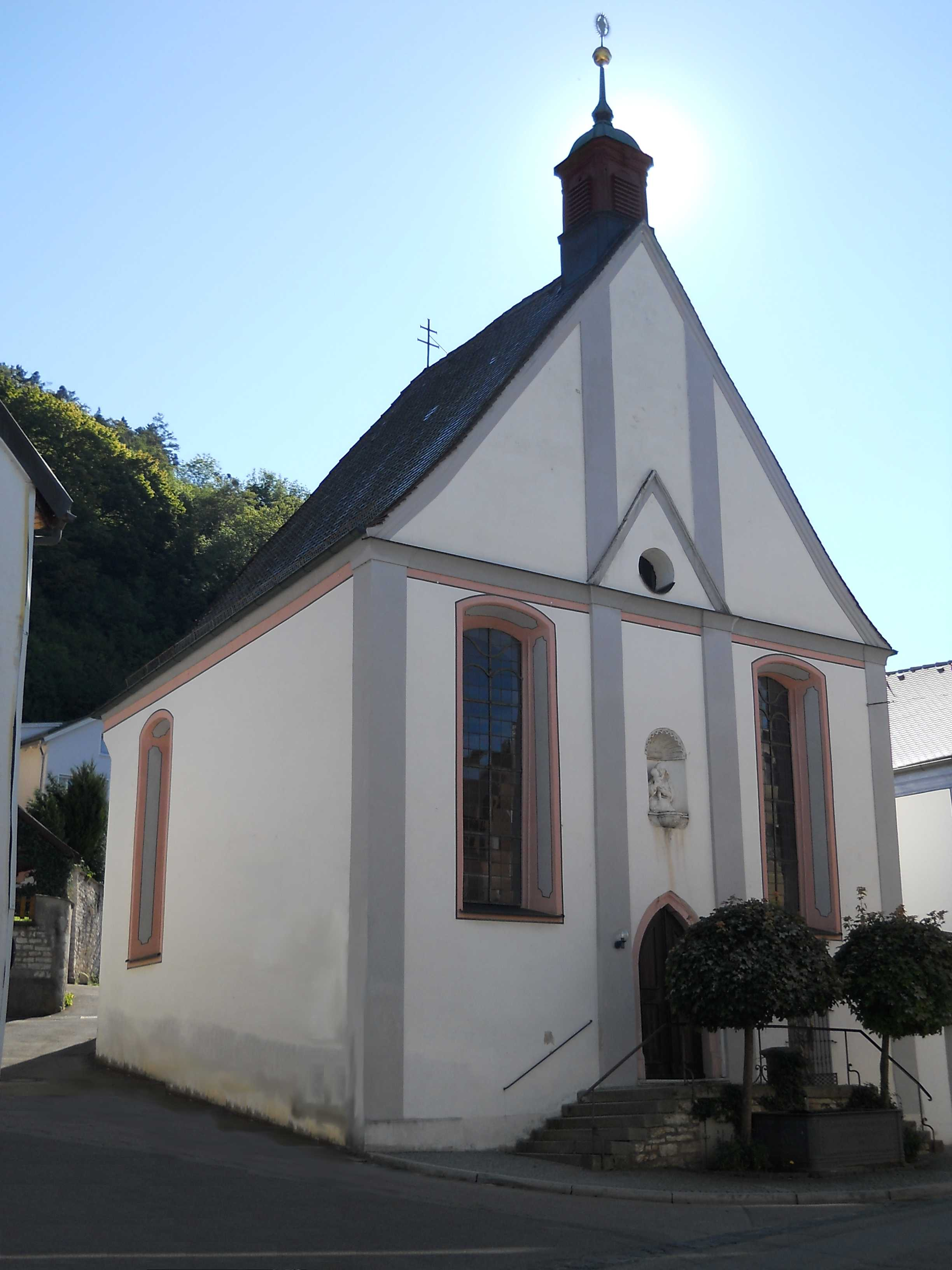
Die Mariahilf-Kapelle in der Westenstraße

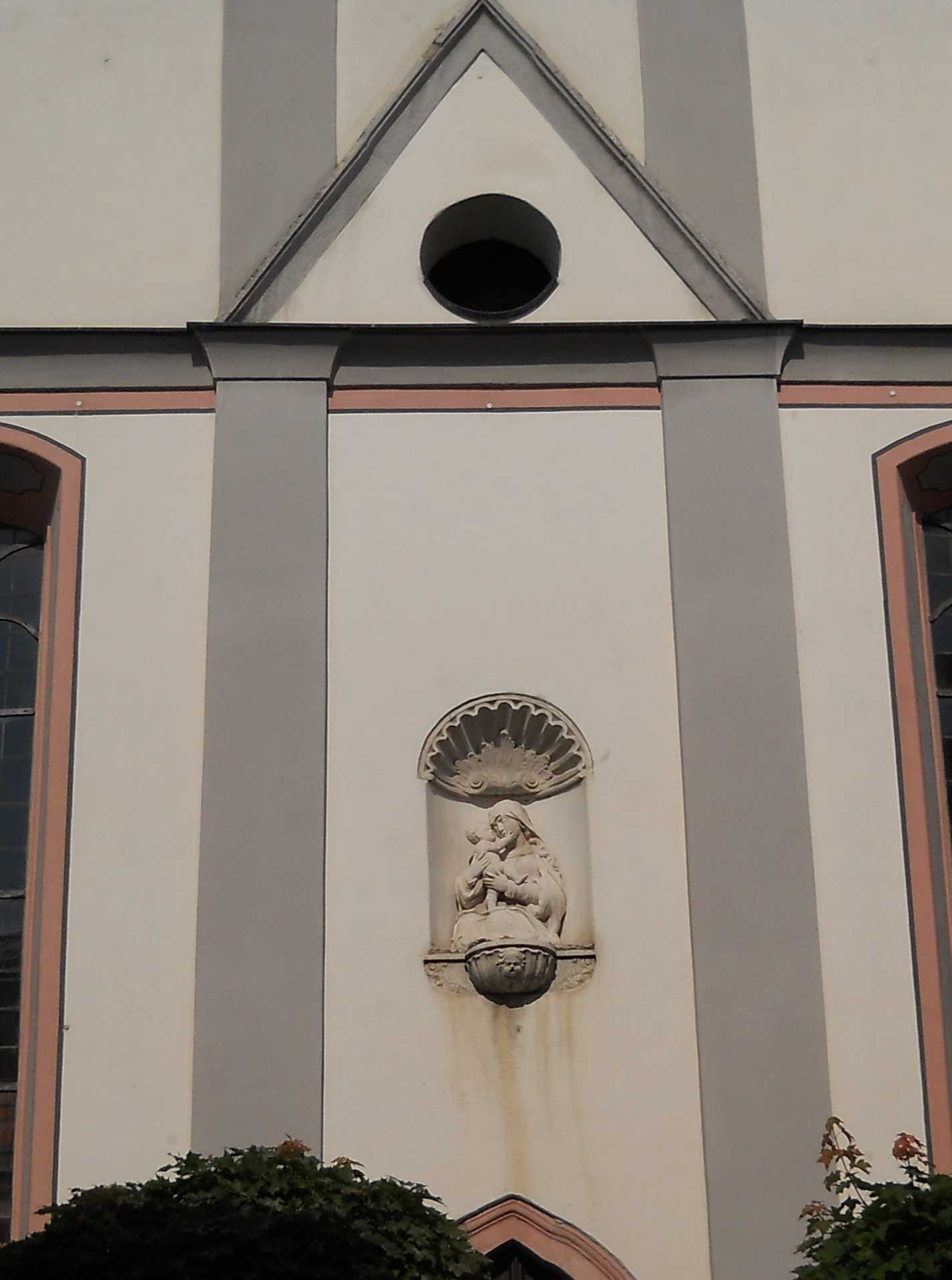
Fassadendetail

Die Mariahilf-Kapelle in der Westenvorstadt der Bischofsstadt Eichstätt ist ein barock ausgestatteter Sakralbau, der als Handwerker- und Wallfahrtskapelle diente.

## Baugeschichte
Die Kapelle wurde im 15. Jahrhundert von den Eichstätter Tuchmachern gestiftet, die vor allem in der Westenvorstadt ihrem damals florierenden Gewerbe nachgingen; zeitweise waren in der Stadt rund 800 Tuchknappen beschäftigt. 1453 gab Bischof Johann III. von Eych den Bürgern Hermann Kalmünzer und Willibald Lederer die Erlaubnis zum Bau einer Liebfrauenkapelle. Die Weihe erfolgte 1457. Es handelte sich um eine Wallfahrtskapelle vom Typus Wasserkapelle; das Wasser, das in der Quelle oberhalb der Kapelle entspringt, wurde teilweise offen durch die Kapelle hindurch geleitet und kam in einem Fassadenbrunnen wieder zum Vorschein, der als „Heilsprunn“ galt. Den Hochaltar zierte zudem ein Wallfahrtsbild, und zwar eine hölzerne, vergoldete Marienstatue. Benefizium und das rechts neben der Kapelle stehende Benefiziatenhaus wurden 1500 gestiftet.
Während des Dreißigjährigen Krieges wurde die Kapelle beim großen Stadtbrand von 1634 von den Schweden niedergebrannt. Beim Wiederaufbau unter Bischof Marquard II. Schenk von Castell wurde ein neues Langhaus an den gotischen Chor angebaut; im Westen wurde vor dem Langhaus ein Kirchturm errichtet, an dessen Untergeschoss wahrscheinlich der Heilsbrunnen angebracht war. Die Einweihung fand am 31. Dezember 1656 statt.
1744 wurden die Rippen des gotischen Chores abgeschlagen, und der gesamte Innenraum erhielt mit Bandelwerkstuck, mit schmalen Pilastern mit Laubwerk-Kapitellen und mit Deckenfresken ein barockes Aussehen. Am Chorbogen befindet sich seitdem das gemalte Wappen des fürstbischöflichen Oberstallmeisters Marquard Graf Schenk von Castell, der die Umgestaltung von 1744 mitfinanzierte. Mit der Barockisierung erfolgte eine Kultänderung: Aus der Kapelle „Unserer Lieben Frau“ wurde eine Mariahilf-Kapelle. Nach Abbruch des Westturmes wurde die Fassade 1784 in die heutige Gestalt gebracht. 1858 wurde der Chor unter Entfernung des Stuckes historisierend regotisiert und 1942/43 unter Nachahmung des früheren Stuckes rebarockisiert.
1983 fand eine Außen-, 1992/93 eine umfangreiche Innenrestaurierung statt.

## Baubeschreibung
Es handelt sich um eine kleine Saalanlage in Ost-West-Ausrichtung. Das flachgedeckte Langhaus hat auf jeder Seite in Seitenaltarnähe ein korbbogiges Barockfenster. Der eingezogene, zweijochige gotische Chor im Osten hat einen Fünfachtelschluss mit Spitzbogenfenstern. Die Westfront ist mittels Lisenen in drei Felder geteilt, wobei die äußeren beiden Felder je ein korbbogiges Fenster aufweisen. Über eine Freitreppe gelangt man zu einem spitzbogigen Portal. Den hölzernen Dachreiter über der Fassade schließt ein Haubendach ab. An der Südseite des Chores liegt die Sakristei. Im Westen der Kirche befindet sich eine Empore für die Orgel.

## Ausstattung

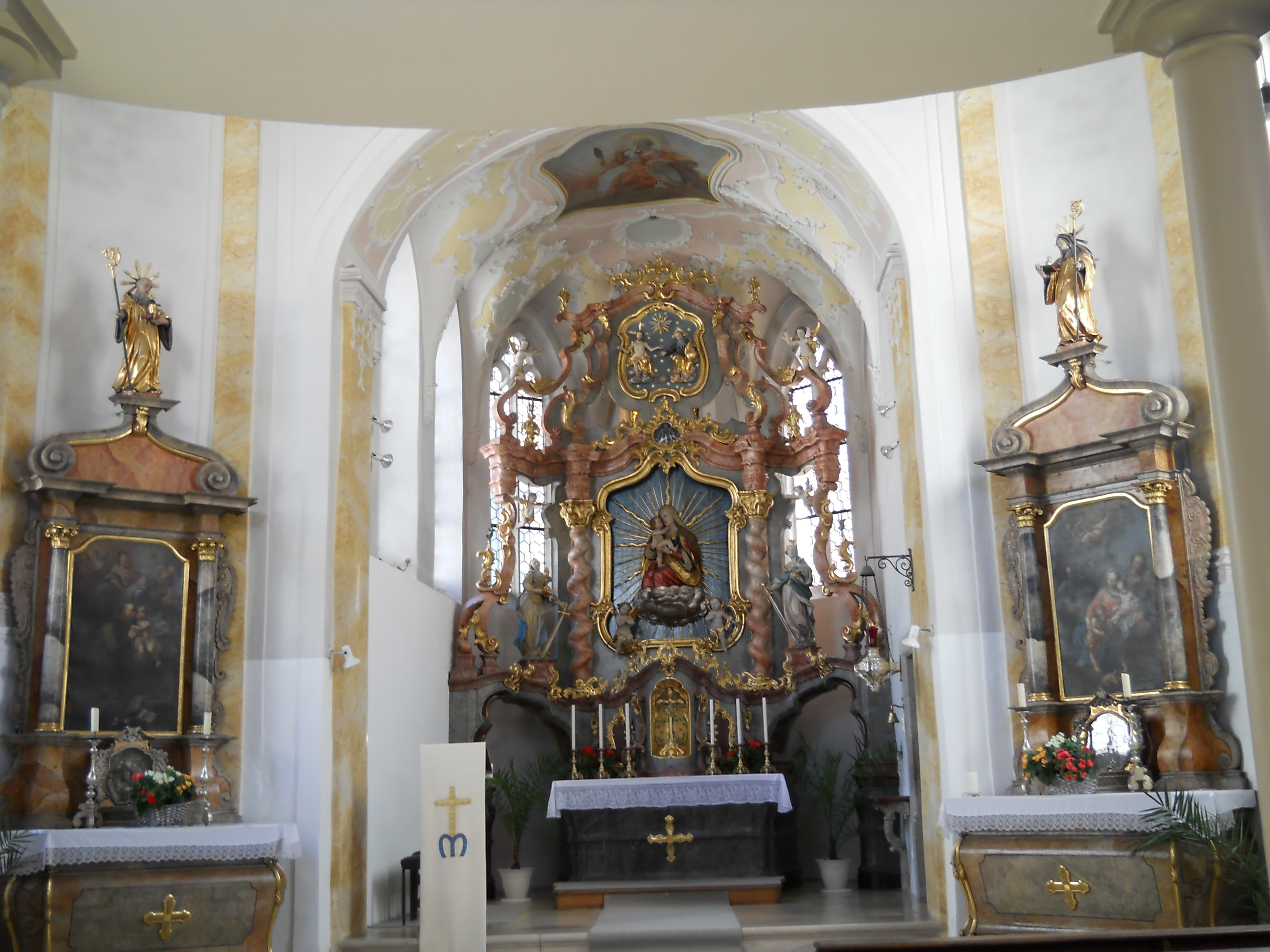
Barocke Innenausstattung

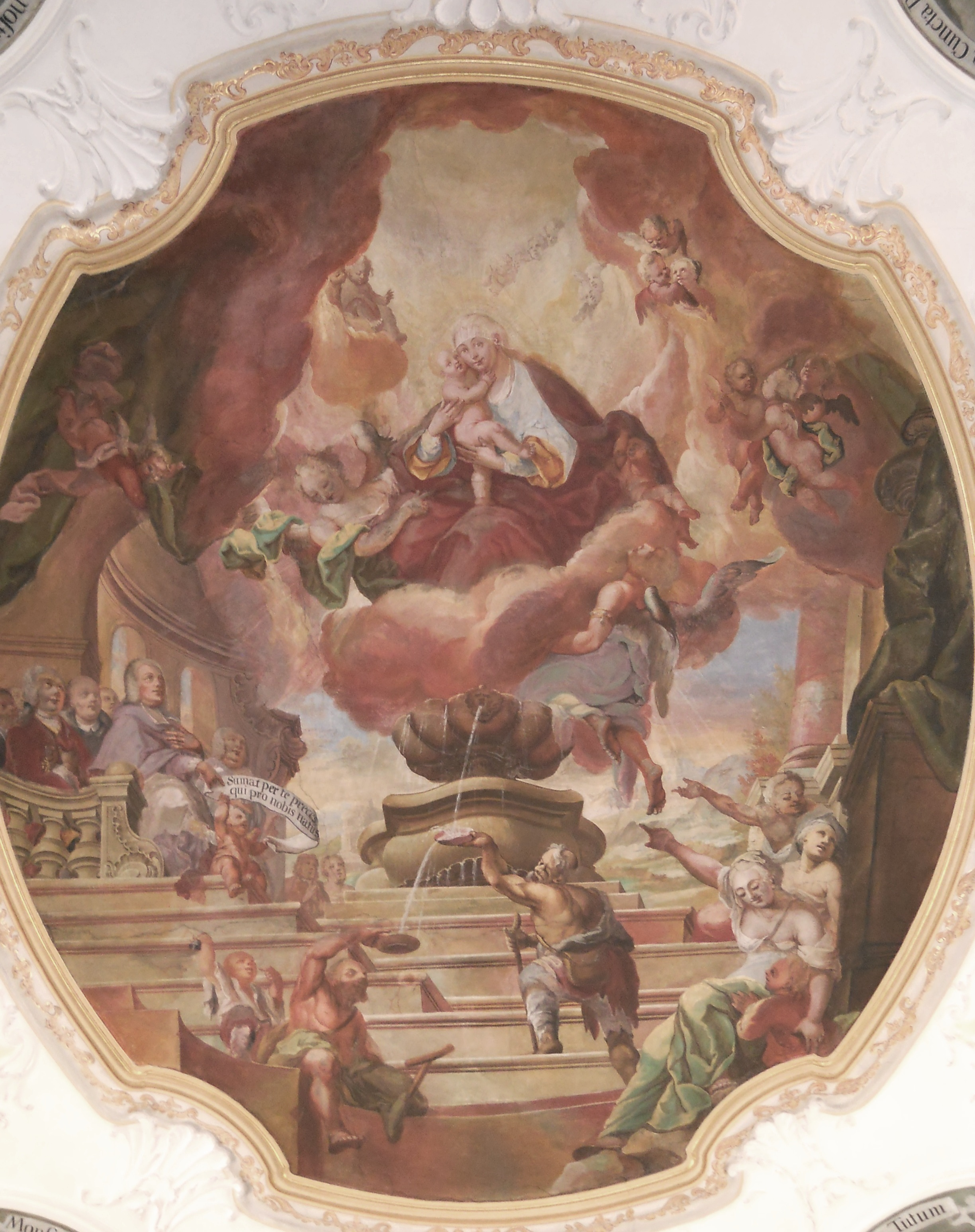
Langhaus-Deckenfresko von Johann Michael Franz

Das Tuchmachergewerbe kann nur bei entsprechendem Fließgewässer ausgeübt werden; dementsprechend ist auch das Wasser in der Kapelle thematisiert. Neben dem spätestens seit 1969 vollständig zugesetzten Quellverlauf im Langhausboden ist das zentrale Deckenfresko, das 1744 der Eichstätter Hofmaler Johann Michael Franz schuf, dem Wasser gewidmet: Es zeigt unter einem Mariahilf-Gnadenbild eine wasserspendende Muschelschale und eine Terrasse mit Kranken und Hilfssuchenden und gibt damit die typische Wallfahrtssituation einer Wasserkapelle wieder. Eventuell wird auch Bezug genommen auf das früher der Kapelle gegenüber liegende, von Euchar Schenk von Castell gestiftete Spital. Die vier Eckmedaillons in grüner Grisaille greifen Themen des Hymnus „Ave maris stella“ auf. Das bei der Umgestaltung von 1942 übermalte Chorfresko wurde 1993 wieder freigelegt; es ist nur in Fragmenten erhalten. Die Buntglasfenster des Chorraumes entstanden im 19. Jahrhundert.
Der Stuck im Chor und an der geschweiften Orgelemporenbrüstung wurde 1942/43 rekonstruiert. 1942 wurde auch der heutige, „reiche, aufgebrochen-bewegte Rokokoaltar um 1760“ aus der abgebrochenen Pfarrkirche von Mühlhausen bei Neustadt an der Donau hierher gebracht. Die Seitenaltäre aus der Zeit um 1656 wurden 1744 neu gefasst und mit neuen Altarbildern versehen, die am rechten Altar den hl. Antonius von Padua und am linken eine Heilige Familie zeigen. Zwischenzeitlich durch Figuren ersetzt, wurden die Tafelbilder nach Restaurierungsmaßnahmen 1994 zurückgeführt. Der „überdurchschnittlich qualitätvolle Kreuzweg“ stammt von 1779. Die geschnitzten Wangen des Laiengestühls stammen noch aus der Barockzeit (um 1710/20). Eine Ölberggruppe (ohne Apostel) an der rechten Langhauswand besteht aus Christus als einer „guten Rokokofigur“ und einer älteren Engelsfigur mit dem Kelch. Die Orgel baute 1887 Joseph Bittner.
Über dem Portal befindet sich eine Madonnen-Halbfigur aus Jurakalk, die dem Eichstätter Barock-Bildhauer Christian Handschuher zugeschrieben wird und sich in der Gestaltung an das Gnadenbild des Hauptaltars anlehnt. Das darunter eingemauerte Brunnenbecken, eine Muschelschale, stammt vermutlich vom ursprünglichen Gnadenbrunnen am Turm. Die Madonna am rechten Treppenaufgang hinter einer vergitterten Mauernische ist eine gotische Steinfigur (14. Jahrhundert).

## Sonstiges

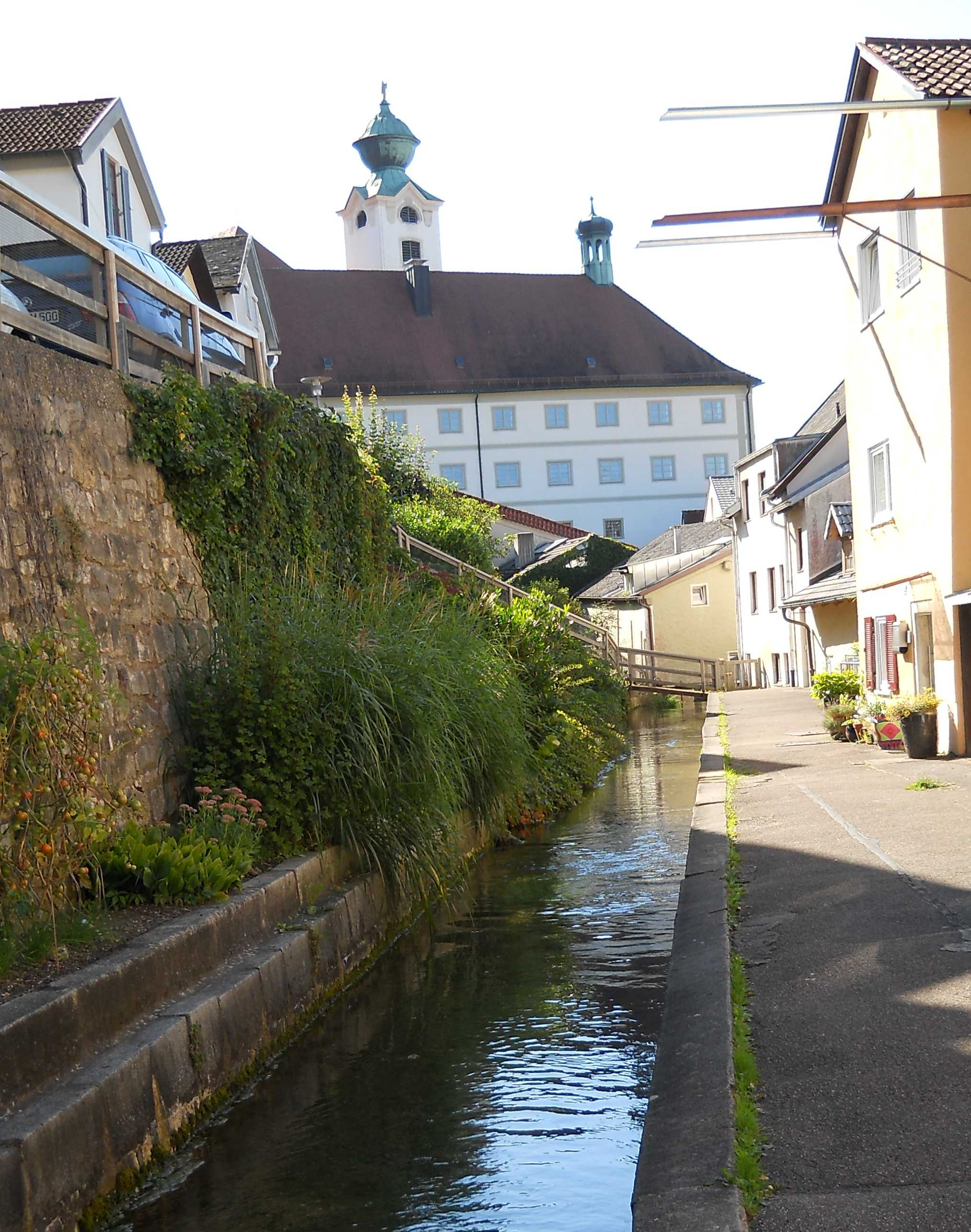
Kapellbuck-Idylle mit der Abtei St. Walburg

- Hinter der Kapelle befindet sich der Kapellbuck mit einem malerischen Ensemble von Häusern am Quellweiher des Kapellenbachs und an diesem selbst. Alljährlich werden dort am Gründonnerstag die zahlreichen Forellen abgefischt.
- Vor der Kapelle befindet sich unterhalb des Podestes der Portalaußentreppe ein gusseiserner Wandbrunnen, in der heutigen Form 1869 von der Stadt Eichstätt errichtet und kurz nach 1969 restauriert.